# Крупський Млин
Крупський Млин (пол. Krupski Młyn, нім. Kruppamuhle) — село в Польщі, у гміні Крупський Млин Тарноґурського повіту Сілезького воєводства, адміністративний центр гміни.
Населення — 2492 особи (2011).
Крупський млин разом з осідлістю (пол. Osiedle mieszkaniowe) з назвою «Зентек» (пол. Zietek) оточене величезними сосновими лісами, у безпосередній близькості від дороги № 11, і вугільної магістралі «Гливиці — Люблінець». У центрі села — перехрестя доріг у населені пункти Келча, Творуг у напрямку до Люблінеця.
Крупський Млин розташований історично у Верхній Сілезії, географічно — на рівнині Ополе, у частині Сілезької низини. Коло цього села звивається русло річки Мала-Панев, у яку впадає в селі його приплив Ліганця (пол. Ligancja).
У Крупському Млині функціонує завод з виробництва вибухових речовин для армії.

## Етимологія
Назва села Крупський Млин походить від мельника з Крупи (пол. Krupy), млин якого стояв на березі річки Мала-Панев, що є недалеко від центру нинішнього Крупського Млину. Раніше назва села була як «Крупа», що досі використовують місцеві мешканці неофіційно. Нинішня офіційна назва є ополяченням німецької назви села «Крупа-мюлє» (нім. Kruppamuhle) — у перекладі «млин Крупа».

## Історія
Перша згадка про поселення цього села датується 1640 роком, коли були зафіксовані в документах християнські хрещення та шлюби парафії села «Велевесь» (пол. Wielowies). Там був записаний мірошник Вацлав Крупа
.
Ці землі належали Опольсько-ратиборському князівству, яке стало частиною Габсбурзької монархії.
З 1742 р. — було під владою Королівства Пруссії. Прусська хроніка 1864 р. «Chronica Prutenica» занотувала Крупський Млин як колонію селища «Боровяни» (пол. Borowiany).
У 1874 р. в цьому селі заснований був завод з виробництва військових вибухових речовин. Завод протягом довгого сприяв розширенню кількості житлових споруд у вказаному селищі для своїх співробітників, завод став виготовляти крім продукції для війська, і продукцію для промисловості.
По 1918 році це село підпало під владу Веймарської республіки, а потім в Третьому Рейхові. У роки нацистського режиму була зміна статусу селища Крупського Млину у відношенні до згаданих Боровян: Крупський Млин став незалежним селом, і Боровян навпаки стали колонією Крупського Млину.
1945 року радянські військові жорстоко розправилися як з місцевими жителями, так і з робітниками табору для остарбайтерів поблизу Круппамюле.
Після Другої світової війни обидва зазначені села й опинилися в кордонах Польської Народної Республіки. Після чого в сучасній Польщі — адміністративно функціонують як окремі села.
Під-час комуністичного режиму завод був націоналізований ПНР, у Третій республіці перетворюється на Акціонерне товариство державного казначейства Польщі. У даний час завод є частиною бізнес-компанії «KGHM Polska Miedz».
У 1955 р. Крупський Млин отримав статус селища.
Реформою 1972 р. відбулося утворення ґміни Крупського Млину. Через п'ять років ґміна була ліквідована і село включене до ґміни Творуґ, але в 1991 році повернули його знову.
У 1975—1998 роки село Крупський Млин належало адміністративно до Катовіцького воєводства.
Спочатку село підлягало парафії села «Велевесь» (пол. Wielowies), але далі — до парафії села «Коти» (пол. Koty).
У 1987 р. був збудований й освячений в Крупському Млині парафіяльний костел. У минулому богослужіння відбувалося у старому костелі — адаптованому для цієї мети з бараку заводу військових вибухових речовин.
У 1993 р. той старий костел був знесений у зв'язку з нестабільною структурою будівлі, а на його місці спорудили каплицю.
У 1975—1998 роках село належало до Катовицького воєводства.

## Демографія
Демографічна структура станом на 31 березня 2011 року:
|          | Загалом | Допрацездатний вік | Працездатний вік | Постпрацездатний вік |
| -------- | ------- | ------------------ | ---------------- | -------------------- |
| Чоловіки | 1241    | 240                | 849              | 152                  |
| Жінки    | 1251    | 209                | 708              | 334                  |
| Разом    | 2492    | 449                | 1557             | 486                  |